# Censo chileno de 1777-1778
El censo de la Capitanía General de Chile de 1777-1778 fue el primer censo de población organizado que se llevó a cabo en el territorio del entonces Reino de Chile, por mandato del presidente Agustín de Jáuregui, siguiendo las órdenes del rey Carlos III de España de empadronar a los habitantes de América  y las Filipinas.
En este censo, los habitantes fueron divididos en cuatro grandes categorías: blancos (que incluía españoles y criollos), mestizos, indios y negros (que incluía mulatos). Solo se tiene noticia de que se haya realizado en los territorios del obispado de Santiago, regido en ese entonces por monseñor Manuel de Alday y Aspée.

## Resultados
| Corregimiento                   | Población por razas | Población por razas | Población por razas | Población por razas | Población total |
| Corregimiento                   | Españoles           | Mestizos            | Indios              | Negros              | Población total |
| ------------------------------- | ------------------- | ------------------- | ------------------- | ------------------- | --------------- |
| Coquimbo                        | 8325                | 832                 | 2440                | 1430                | 13 027          |
| Quillota                        | 14 142              | 960                 | 2169                | 1259                | 18 530          |
| Aconcagua                       | 8618                | 293                 | 424                 | 836                 | 10 171          |
| Melipilla                       | 8678                | 580                 | 1809                | 1581                | 12 648          |
| Santiago                        | 21 318              | 6265                | 5456                | 7569                | 40 608          |
| Rancagua                        | 11 049              | 2026                | 2323                | 2500                | 17 898          |
| Colchagua                       | 24 858              | 1969                | 2695                | 2828                | 32 350          |
| Maule                           | 23 832              | 1913                | 2034                | 2025                | 29 804          |
| Cuyo (Mendoza)                  | 9834                | 832                 | 4307                | 3925                | 18 898          |
|                                 |                     |                     |                     |                     |                 |
| Suma                            | 130 654             | 15 670              | 23 657              | 23 953              | 193 934         |
| Diferencia con el total oficial | 60 235              | 4981                | -1099               | 1595                | 65 712          |
|                                 |                     |                     |                     |                     |                 |
| Total oficial del obispado      | 190 889             | 20 651              | 22 558              | 25 548              | 259 646         |